# Dead Again (album de Type O Negative)
Pour les articles homonymes, voir Dead Again.
Albums de Type O Negative
Life Is Killing Me
(2003)
Dead Again est un album du groupe de heavy metal Type O Negative sorti en 2007.
Sur la pochette de leur dernier album Dead Again on voit la photo de Raspoutine car d'après les propos de Josh Silver dans le magazine Hard n Heavy "Raspoutine a tenté de se suicider quatre fois et peut-être même plus, cela dépend de l'histoire que tu as lue, donc qui mieux que lui aurait pu illustrer le titre Dead Again ?"

## Liste des titres
1. Dead Again – 4:15
2. Tripping a Blind Man – 7:04
3. The Profits of Doom – 10:47
4. September Sun – 9:46
5. Halloween in Heaven – 4:50
6. These Three Things – 14:21
7. She Burned Me Down – 7:54
8. Some Stupid Tomorrow – 4:20
9. An Ode to Locksmiths – 5:15
10. Hail and Farewell to Britain – 8:55